# نوربرت دورپیش
نوربرت دورپیش (آلمانی: Norbert Dürpisch؛ زادهٔ ۲۹ مهٔ ۱۹۵۲) دوچرخه‌سوار اهل آلمان است. وی در بازی‌های المپیک تابستانی ۱۹۷۶ شرکت کرده است.